# Будівля парламенту Грузії (Кутаїсі)
Будівля парламенту Грузії в Кутаїсі (груз. საქართველოს პარლამენტის შენობა ქუთაისში, латиніз.: sakartvelos p'arlament'is shenoba kutaisshi) була побудована у 2011—2012 роках у Кутаїсі, традиційно другому за значенням місті Грузії, за 231 кілометр на захід від Тбілісі, столиці країни, для розміщення парламенту Грузії. Збудована архітектурною фірмою CMD Ingenieros, будівля була урочисто відкрита 26 травня 2012 року і, згідно з відповідною конституційною статтею, стала головною резиденцією новообраного парламенту в жовтні 2012 року, доки законодавчий орган не повернувся до Тбілісі в січні 2019 року.

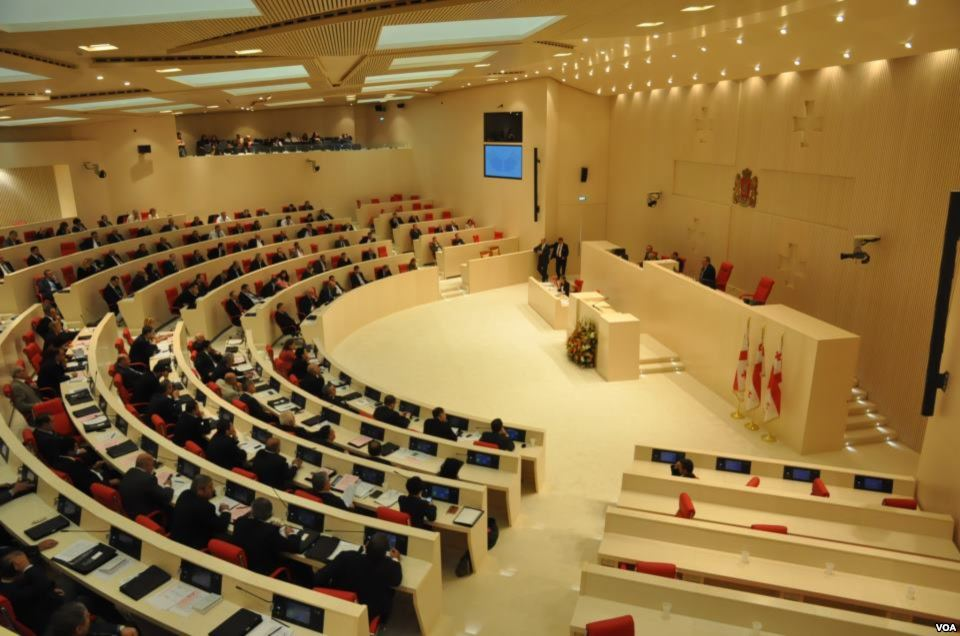
Всередині будівлі парламенту Грузії

У зовнішньому вигляді будівлі домінує великий купол зі скла і сталі овальної форми розміром 100 метрів (330 футів) на 150 метрів (490 футів), перекритий бетонним елементом, схожим на дах, який спирається на склепіння. Він був побудований з ініціативи тодішнього президента Грузії Міхеїла Саакашвілі на місці пам'ятника радянським солдатам Другої світової війни; пам'ятник був знесений за допомогою вибухівки, щоб звільнити місце для будівництва в грудні 2009 року. Уряд під час будівництва будівлі просував її як символ світлого, демократичного майбутнього Грузії. Його розташування в Кутаїсі рекламувалося як стимул для регіональної економіки, а також як спосіб згуртувати країну. Критики стверджують, що будівля є марною тратою грошей, і що розміщення парламенту в Кутаїсі, в той час, як решта уряду залишається в Тбілісі, є неефективним.

Після закінчення терміну повноважень Саакашвілі, новий уряд коаліції «Грузинська мрія» вирішив повернути всю парламентську діяльність до Тбілісі.
У грудні 2018 року набула чинності конституційна поправка, прийнята у 2017 році, яка не містить згадки про Кутаїсі як місцеперебування парламенту, що означає, що парламент повністю повернувся до столиці в січні 2019 року. Будівля в Кутаїсі перейшла у власність Міністерства внутрішніх справ Грузії.